# 奧特芬根
奥特芬根（德語：Otelfingen）是瑞士联邦苏黎世州迪尔斯多夫区的市镇。该市镇面积为7.23平方千米，海拔高度440米，2018年12月31日人口数为2,939。

## 外部連結
- 奥特芬根官方网站 （页面存档备份，存于） （德文）